# Bulbophyllum microlabium
Bulbophyllum microlabium là một loài phong lan thuộc chi Bulbophyllum.